# دانيال هربرت
دانيال هربرت (بالإنجليزية: Daniel Herbert)‏ هو لاعب اتحاد الرغبي أسترالي، ولد في 2 فبراير 1974 في بريزبان في أستراليا.

## وصلات خارجية
- دانيال هربرت عل موقع إسبنسكروم (الإنجليزية)
- دانيال هربرت على موقع ItsRugby.co.uk (الإنجليزية)